# Gent
Gent (fransk: Gand) er hovedstad i provinsen Østflandern i det nordlige Belgien. Indbyggertallet er pr. 1. januar 2019 262.219, og byen har et areal på 156,18 km².
I middelalderen var Gent en af de største europæiske byer, og var et af centrene i den flamske klædeproduktion, der aftog store mængder uld fra England. I dag ses sporene af den middelalderlige velstand i en række velbevarede middelalderlige bygninger.
Den tysk-romerske kejser Karl 5. blev født i Gent.